# Liste der Schweizer Botschafter in Deutschland
Die Schweizer Botschafter in Deutschland leiten die diplomatischen Vertretung der Schweizerischen Eidgenossenschaft in Deutschland.

## Missionschefs

### Schweizer Gesandte im Deutschen Reich
| Ernannt / Akkreditiert | Posten verlassen | Name                | Bemerkungen                                                                        | ernannt von       | Regierung in Deutschland |
| ---------------------- | ---------------- | ------------------- | ---------------------------------------------------------------------------------- | ----------------- | ------------------------ |
| 1867                   | 1868             | Joachim Heer        |                                                                                    | Constant Fornerod | Wilhelm I.               |
| 1871                   | 1876             | Bernhard Hammer     |                                                                                    | Jakob Dubs        | Wilhelm I.               |
| 1877                   | 1904             | Arnold Roth         | Zusatzvertrag zu dem Handelsvertrage zwischen Deutschland und der Schweiz          | Joachim Heer      | Wilhelm I.               |
| 1904                   | 1917             | Alfred de Claparède | Zusätzlich akkreditiert in Schweden.                                               | Robert Comtesse   | Wilhelm II.              |
| 1917                   | 1917             | Robert Haab         | Zusätzlich akkreditiert in Schweden                                                | Edmund Schulthess | Wilhelm II.              |
| 1917                   | 1919             | Philippe Mercier    | Zusätzlich akkreditiert in Schweden                                                | Edmund Schulthess | Wilhelm II.              |
| 1919                   | 1922             | Alfred von Planta   | Zusätzlich akkreditiert in Schweden (bis 1920)                                     | Gustave Ador      | Philipp Scheidemann      |
| 1922                   | 1922             | Gaston Carlin       |                                                                                    | Robert Haab       | Joseph Wirth             |
| 1922                   | 1932             | Hermann Rüfenacht   |                                                                                    | Robert Haab       | Kabinett Wirth II        |
| 1932                   | Feb. 1938        | Paul Dinichert      |                                                                                    | Giuseppe Motta    | Kabinett Papen           |
| 1938                   | 30. Apr. 1945    | Hans Frölicher      | Ab 3. September 1939: Schutzmacht des Vereinigten Königreichs bis spätestens 1945. | Johannes Baumann  | Kabinett Hitler          |

Nach dem Tod von Adolf Hitler am 30. April 1945 bis Anfang 1951 unterhielt die Schweiz mit Deutschland keine offiziellen diplomatischen Beziehungen, da sie das Kabinett Goebbels nicht anerkannte. Im Amt verblieben aber weiterhin die Generalkonsuln unter anderem in Frankfurt, Köln und München.

### Schweizer Botschafter in der Bundesrepublik Deutschland
Bis 1948 war François de Diesbach Torny (* 1907; † 23. Juli 1949) für die Rückführung der in Deutschland verbliebenen Schweizer zuständig. Felix Schnyder (* 5. März 1910; † 8. November 1992) war dann 1949/1950 Leiter der vom Alliierten Kontrollrat bewilligten Schweizer Militärmission mit vergleichbaren Aufgaben. Albert Huber amtierte ab Anfang Mai 1948 zunächst als Vertreter seines Lands in der Bizone. Nach der Errichtung der diplomatischen Mission der Schweiz in Bonn im Herbst 1949 wurde er am 15. Dezember 1949 im Rang eines bevollmächtigen Ministers bei der Alliierten Hohen Kommission akkreditiert.
Bis 1957 kannte die Schweizerische Eidgenossenschaft keine Botschafter, sodass die jeweils leitenden Diplomaten den Status von Gesandten hatten. Erst im Zuge einer weltweiten Umstrukturierung des diplomatischen Dienstes der Schweiz im Jahr 1957 wurden alle 27 Schweizer Gesandtschaften in Botschaften umgewandelt. Den Ausschlag dazu gaben verschiedene Misslichkeiten, die mit dem protokollarisch niedrigeren Rang der schweizerischen Diplomaten zusammenhingen.
| Ernannt / Akkreditiert | Posten verlassen | Name                 | Bemerkungen | Regierung in Deutschland            |
| ---------------------- | ---------------- | -------------------- | --- | ----------------------------------- |
| Dez. 1949              | 1951             | Albert Huber         | Zunächst Vertreter der Schweiz im Rang eines «Ministers» (in Köln) | bei der Alliierten Hohen Kommission |
| 1951                   | 1958             | Albert Huber         | Mit der Aufnahme diplomatischer Beziehungen zwischen der Schweiz und der Bundesrepublik Deutschland im März 1951 wurde Huber zum Gesandten und Bevollmächtigten Minister sowie 1957 dann zum Botschafter ernannt in Köln. | Kabinett Adenauer I                 |
| 1959                   | 1964             | Alfred Martin Escher | | Kabinett Adenauer III               |
| 1964                   | 1969             | Max Troendle         | | Kabinett Erhard I                   |
| 1969                   | 1975             | Hans Lacher          | | Kabinett Kiesinger                  |
| 1975                   | 1981             | Michael Gelzer       | | Kabinett Schmidt I                  |
| 1981                   | 1987             | Charles Müller       | Mit Sitz in Bonn. | Kabinett Schmidt III                |
| 1987                   | 1991             | Alfred Hohl          | | Kabinett Kohl III                   |

### Schweizer Minister in der Bundesrepublik Deutschland (Aussenstelle der Botschaft 1992–1999 in Berlin)
| Ernannt / Akkreditiert | Posten verlassen | Name        | Bemerkungen | Regierung in Deutschland |
| ---------------------- | ---------------- | ----------- | ----------- | ------------------------ |
| 1992                   | 1999             | Paul Widmer |             | Kabinett Kohl IV         |

### Schweizer Botschafter in der Bundesrepublik Deutschland (nach der Deutschen Wiedervereinigung 1990)
| Ernannt / Akkreditiert | Posten verlassen | Name                        | Bemerkungen         | Regierung in Deutschland |
| ---------------------- | ---------------- | --------------------------- | ------------------- | ------------------------ |
| 1992                   | 1999             | Dieter Eric Chenaux-Repond  | Mit Sitz in Bonn.   | Kabinett Kohl IV         |
| 1999                   | 2002             | Thomas Borer                | Mit Sitz in Berlin. | Kabinett Schröder I      |
| 2003                   | 2006             | Werner Baumann              |                     | Kabinett Schröder II     |
| Mai 2006               | 2010             | Christian Blickenstorfer    |                     | Kabinett Merkel I        |
| Mai 2010               | Mai 2015         | Tim Guldimann               |                     | Kabinett Merkel II       |
| 27. Aug. 2015          | Mai 2018         | Christine Schraner Burgener |                     | Kabinett Merkel III      |
| 28. Aug. 2018          | 7. Okt. 2023     | Paul Seger                  |                     | Kabinett Merkel IV       |
| 8. Dez. 2023           |                  | Livia Leu                   |                     | Kabinett Scholz          |